# Szurdokguán
A szurdokguán (Penelopina nigra) a madarak osztályának tyúkalakúak (Galliformes) rendjébe és a hokkófélék (Cracidae) családjába tartozó Penelopina nem egyetlen faja.

## Rendszerezés
A családban a legközelebbi rokonai az Aburria és a Penelope nembe tartoznak.

## Előfordulása
Mexikó, Guatemala, Honduras, Nicaragua és Salvador területén honos. A természetes élőhelye a szubtrópusi vagy trópusi nedves hegyi erdő.

## Megjelenése
Testhossza  59-65 centiméter. A hím tollazata fekete, csőre, torkán lévő bőr lebelyege és lába vörös. A tojó tollazata barna és nincs lebenyege.

## Életmódja
Egyedül, párban vagy kis csoportokban keresgéli bogyókból és egyéb gyümölcsökből álló táplálékát.

## Külső hivatkozások
- Képek az interneten a fajról
- Internet Bird Collection - videó a fajról
- Xeno-canto.org - a faj hangja és elterjedési területe